# La cuna vacía
 La cuna vacía  es una película argentina del género de drama filmada en blanco y negro dirigida por Carlos Rinaldi sobre guion de Florencio Escardó que se estrenó el 23 de mayo de 1949 y que tuvo como protagonistas a Ángel Magaña, junto a Ernesto Bianco, María Esther Buschiazzo, Susana Campos, Orestes Caviglia, Ada Cornaro, Pablo Cumo, Alberto de Mendoza, Zoe Ducós, Enrique Fava, José María Gutiérrez, Fernando Labat, , María Luisa Robledo y Marta González. El filme, que recrea la vida del médico Ricardo Gutiérrez, tuvo gran éxito de taquilla.

## Sinopsis
La película comienza con algunas secuencias relativas a la juventud del Dr. Gutiérrez, su llegada a Buenos Aires desde su Arrecifes natal, sus estudios de Derecho y una doble frustración, como escritor y en su enamoramiento de una joven que quería a otro. El accidente que presencia con la muerte de un niño cambia su vocación y pasa a estudiar Medicina. Hay escenas de guerra –Gutiérrez participó en combates de guerra civil y también en la guerra del Paraguay- y, finalmente, su lucha como médico por el bienestar de la niñez.

## Producción
En abril de 1948 la productora Artistas Argentinos Asociados firmó contrato con el destacado escritor, ensayista, periodista y médico pediatra Florencio Escardó, cuyo seudónimo era Piolín de Macramé, para filmar su guion sobre la vida del Dr. Ricardo Gutiérrez. Al mes siguiente Germán Gelpi comenzó a armar los decorados en tanto la dirección se encargó a Carlos Rinaldi, que había sido jefe de producción de la empresa hasta poco antes. El filme tuvo un rodaje largo y complicado, entre julio de 1948 y enero de 1949, en cuyo transcurso el director de fotografía Francis Boeniger debió retirarse para cumplir otros compromisos y fue reemplazado por Humberto Peruzzi, un colaborador que venía desde los inicios de la productora. Según el crítico Maranghello, Lucas Demare, que era uno de los socios de la productora, intervino activamente en la dirección de este filme.

## Reparto
- Ángel Magaña ... Dr. Ricardo Gutiérrez
- Ana Arneodo ... Doña Dolores de Lavalle
- Ernesto Bianco ... Cecilio Maciel
- María Esther Buschiazzo ... Monja
- Susana Campos
- Orestes Caviglia ... Profesor /Coronel ... Francisco Javier Muñiz
- Ada Cornaro
- Pablo Cumo
- Alberto de Mendoza ... Coronado
- Jacinta Diana
- Zoe Ducós ... Carlota /Sor Justina
- Nelly Duggan ... Lucía
- Enrique Fava ... Capitán
- José María Gutiérrez ... Gervasio
- Carmen Jiménez
- Fernando Labat
- Margarita Linton

- Domingo Márquez
- Claudio Martino
- Pascual Nacarati
- Claudio Nájera
- Hugo Pimentel ... Eduardo Gutiérrez
- María Luisa Robledo
- Maruja Roig
- Carlos Rossi
- Blanca Tapia
- Marta González  (sin acreditar)
- Lilián Blanco
- Warly Ceriani ... Médico
- Marcela Sola
- Leda Zanda

## Comentario
Para Maranghello se trata de una biografía idealizada del Dr. Ricardo Gutiérrez protagonizada por un Ángel Magaña fuera de edad para representar a Gutiérrez en sus años jóvenes y sobreactuando la bondad de su personaje. Estupenda actuación de Caviglia en tanto José Bianco y José María Gutiérrez muestran sus condiciones actorales. La película es vacilante al comienzo, alcanza vibración dramática en las escenas de la guerra y la epidemia para terminar en un remanso espiritual.